# Іг'югіг (Аляска)
Іг'югіг (англ. Igiugig) — переписна місцевість (CDP) в США, в окрузі Лейк-енд-Пенінсула штату Аляска. Населення — 68 осіб (2020).

## Географія
Іг'югіг розташований за координатами 59°18′19″ пн. ш. 155°52′2″ зх. д. / 59.30528° пн. ш. 155.86722° зх. д. (59.305274, -155.867323).  За даними Бюро перепису населення США в 2010 році переписна місцевість мала площу 57,30 км², з яких 53,30 км² — суходіл та 4,00 км² — водойми.

## Демографія
Згідно з переписом 2010 року, у переписній місцевості мешкало 50 осіб у 16 домогосподарствах у складі 10 родин. Густота населення становила 1 особа/км².  Було 19 помешкань (0/км²).
Расовий склад населення:
| - 40,0 % — корінних американців - 28,0 % — білих |

До двох чи більше рас належало 32,0 %. Частка іспаномовних становила 12,0 % від усіх жителів.
За віковим діапазоном населення розподілялося таким чином: 38,0 % — особи молодші 18 років, 56,0 % — особи у віці 18—64 років, 6,0 % — особи у віці 65 років та старші. Медіана віку мешканця становила 22,0 року. На 100 осіб жіночої статі у переписній місцевості припадало 92,3 чоловіків;  на 100 жінок у віці від 18 років та старших — 82,4 чоловіків також старших 18 років.
Середній дохід на одне домашнє господарство  становив 63 338 доларів США (медіана — 51 250), а середній дохід на одну сім'ю — 60 113 долари (медіана — 51 875). За межею бідності перебувало 6,1 % осіб, у тому числі 0,0 % дітей у віці до 18 років та 0,0 % осіб у віці 65 років та старших.
Цивільне працевлаштоване населення становило 22 особи. Основні галузі зайнятості: освіта, охорона здоров'я та соціальна допомога — 31,8 %, публічна адміністрація — 27,3 %, будівництво — 18,2 %, транспорт — 9,1 %.